# Дом казака Жданова
Дом казака Жданова — объект культурного наследия регионального значения и памятник архитектуры, который располагается по адресу: улица Просвещения, 120, город Новочеркасск Ростовской области.

## История
Домовладение по улице Просвещения, 120, раньше было известно по другому адресу — улица Ямская,16. Изначально там находился деревянный дом и сарай, построенные в конце XIX — в начале XX века. По состоянию на 1896 год владельцем домовладения числился торговый казак Павел Степанович Жидков. В начале XX столетия домовладение приобрел казак Василий Васильевич Жданов. Стоимость сделки составила 28 тысяч руб. Новый владелец уничтожил деревянную постройку и в 1910 году на участке появился новый дом больших размеров и сарай. Здание было построено по проекту архитектора Я. И. Коротченкова и гражданского инженера Г. М. Сальникова. Площадь участка в то время составляла 347,1 квадратных сажень. На участке также были построены конюшня и ледник. На втором этаже жилые помещения арендовал Андрей Федорович Иващенцов и его семья в составе 7 человек. Аренда обходилась в 1300 руб. В 1923 году домовладение Жданова было муниципализировано, однако бывший владелец некоторое время выполнял функции заведующего. В 1924 году в здании разместился детский сад № 24, семья Василия Жданова была вынуждена переехать в другой дом. В 1938 году к территории был подсоединен дополнительный участок для нужд детского сада. В 1948 году детский сад стал Спецдетдомом № 2. Директором в нём была А. Ялуцкая. В 1970-х годах в доме стал работать детский сад № 4 «Золотой ключик», который продолжает свою работу по этому адресу и в XXI веке. С 1992 года здание охраняется законом и является объектом культурного наследия регионального значения согласно Постановлению № 325 от 17.12.1992 года.

## Описание
На фасаде двухэтажного дома расположена табличка с упоминанием имен людей, причастных к созданию дома — инженера Г. М. Сальникова и архитектора Я. И. Коротченкова. Территория домовладения расположена с небольшим уклоном в юго-западном направлении. Центральный вход дома сдвинут с основной оси и располагается на красной линии улицы. Выносное крыльцо с длинными чугунными стойками удлиняет постройку. Угловой выступ трапециевидной формы располагается в конце левого крыла дома. Он соединен с центром здания декоративной решеткой. Правое крыло меньших размеров расположено в глубине двора. Эта часть дома приподнимается над проездными воротами, также как и балкон с решетчатой оградой. Основной материал, используемый для строительства дома — кирпич.

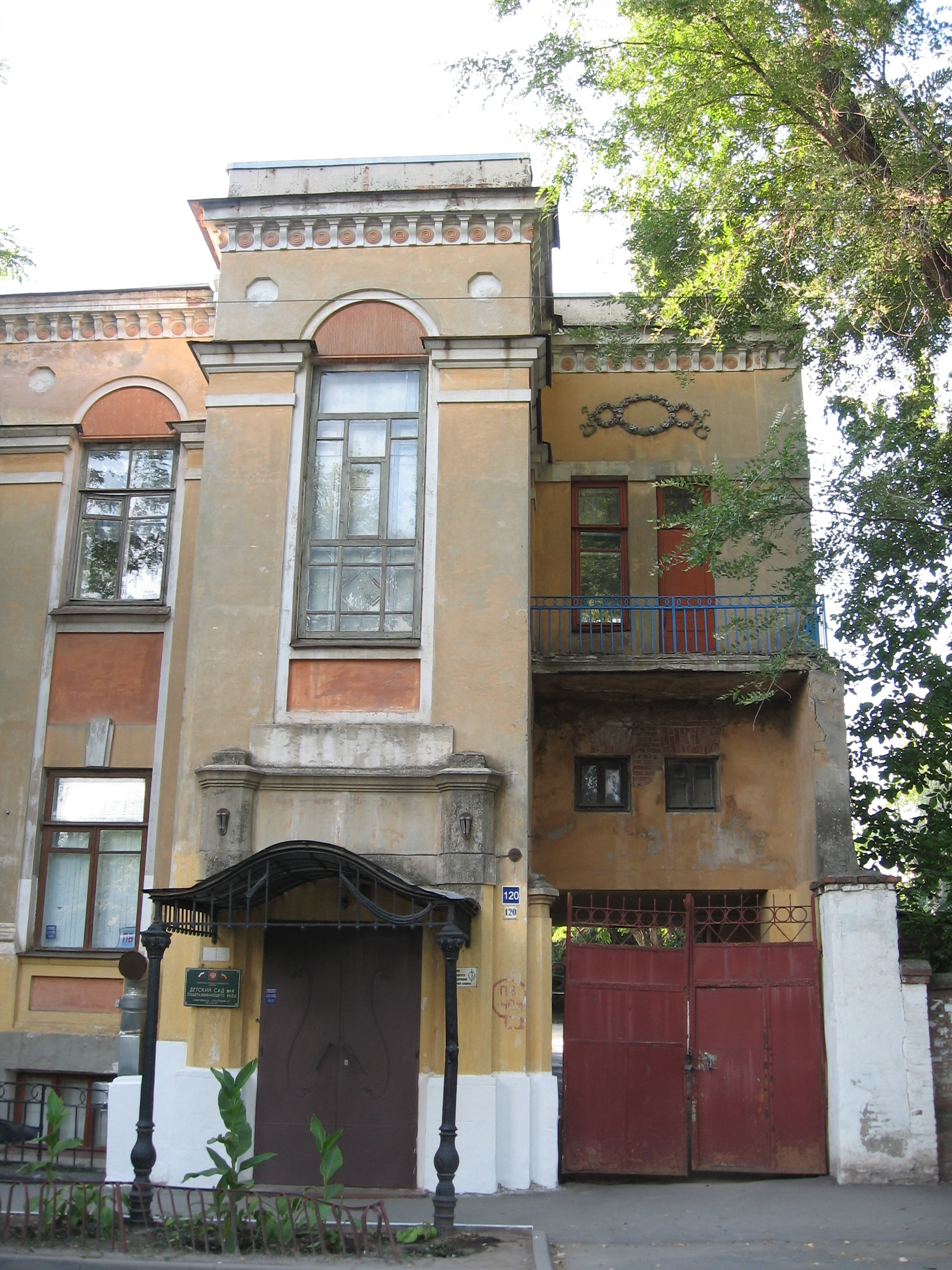